# Do nebesa nek se ori
Do nebesa nek se ori kompilacijski je album tamburaškog sastava Berde Band, koji u vlastitom izdanju za potrebe turneje objavljuju 1998. godine.
Na albumu se nalazi 16 kršćanskih skladbi, većinom liturgijskih.

## Popis pjesama
| Br. | Skladba                                                                   | Autor                     | Trajanje |
| --- | ------------------------------------------------------------------------- | ------------------------- | -------- |
| 1.  | »Svim na zemlji mir, veselje« (hrvatska božićna)                          |                           | 2:35     |
| 2.  | »Radujte se narodi« (hrvatska božićna)                                    |                           | 4:29     |
| 3.  | »Veselje ti navješćujem« (hrvatska božićna)                               |                           | 4:57     |
| 4.  | »U to vrijeme godišta« (hrvatska božićna)                                 |                           | 3:22     |
| 5.  | »Do nebesa nek se ori« (tradicionalna)                                    | Petar Perica              | 4:59     |
| 6.  | »Ave Maria« (instrumentalna)                                              | Franz Schubert            | 3:22     |
| 7.  | »Kraljice neba, raduj se« (tradicionalna)                                 |                           | 2:33     |
| 8.  | »Lijepa si, lijepa« (tradicionalna)                                       |                           | 8:11     |
| 9.  | »Rajska Djevo, kraljice Hrvata« (tradicionalna)                           | Petar Perica/Antun Smolka | 3:42     |
| 10. | »Hallelujah« (instrumentalna)                                             | Georg Friedrich Händel    | 3:21     |
| 11. | »Dobri kralju mira« (tradicionalna)                                       |                           | 2:22     |
| 12. | »Ah, kad tebe ljubit' ne smijem« (tradicionalna)                          |                           | 4:05     |
| 13. | »Cesta mira i ljubavi« (tradicionalna)                                    |                           | 2:31     |
| 14. | »Tebe Boga hvalimo« (himan)                                               |                           | 3:06     |
| 15. | »Molimo tebe (Nobody knows the trouble)« (negro spiritual/instrumentalna) |                           | 2:53     |
| 16. | »Kriste, u tvoje ime (Glory halleluja)« (negro spiritual/instrumentalna)  |                           | 1:53     |

## Izvođači
- Antun Tonkić - tamburaško čelo
- Mario Katarinčić - čelović (e-basprim)
- Mladen Jurković - bugarija (kontra)
- Mato Danković - bisernica (prim)
- Mladen Boček - drugi brač (basprim)
- Damir Butković - vokal, bas (berda)
- Željko Danković - vokal, 1.brač (basprim)

## Vanjske poveznice
- Službene stranice sastava  Arhivirana inačica izvorne stranice od 12. listopada 2010. (Wayback Machine) - Do nebesa nek se ori